# River Island
River Island este unul dintre cele mai cunoscute branduri britanice și poate fi găsit în cele mai multe orașe din Marea Britanie. De asemenea, brandul are magazine în Singapore, Turcia, Polonia, Irlanda, Olanda și Orientul Mijlociu.

## Istoric
Compania a fost înființată în 1948 de Bernard Lewis, cu sediul la Londra și a suferit mai multe schimbări de nume (Chelsea Girl, Concept Man) înainte de a deveni River Island în 1988. Grupul este o preocupare de familie, condus de antreprenorul și președintele Bernard Lewis. Colecțiile River Island sunt realizate de către o echipă proprie de designeri.
În 2009, River Island a introdus o nouă linie vestimentară dedicată mămicilor, urmată în 2010 de o colecție pentru copii.

## Magazine
| Țara          | Magazine |
| ------------- | -------- |
| Regatul Unit  | 248      |
| Olanda        | 2        |
| Irlanda       | 21       |
| Polonia       | 4        |
| Internațional | 34       |
| TOTAL         | 293      |

Compania deține patru magazine emblematice, situate în Oxford Street Londra, Dublin City Center și, mai recent, Cork City.

## Graduate Fashion Week
River Island a fost sponsorul principal al Graduate Fashion Week (forum de prezentare a celor mai buni absolvenți de design din Marea Britanie) și Island Gold Award. Acesta se acordă studenților cu cele mai remarcabile colecții și oferă £20,000 pentru ei și £2000 pentru universitatea lor, plus transformarea câtorva piese cheie ale colecției câștigătoare în producție limitată și expunerea lor în magazinul emblematic din Londra.
În 2010, River Island a anunțat că va încheia contractul de sponsorizare cu Graduate Fashion Week. Magazinul a sponsorizat evenimentul în ultimii șase ani, dar acum Graduate Fashion Week își caută un nou sponsor.